# Се-ма-фор
«Се-ма-фо́р» (пол. Se-Ma-For) — перша польська кіностудія анімаційних фільмів. Дві її роботи, «Танго» (Tango, 1980) та «Петрик і вовк» (Piotruś i wilk, 2006), здобули премію «Оскар» за найкращий анімаційний короткометражний фільм. Припинила діяльність у 2018.

## Історія

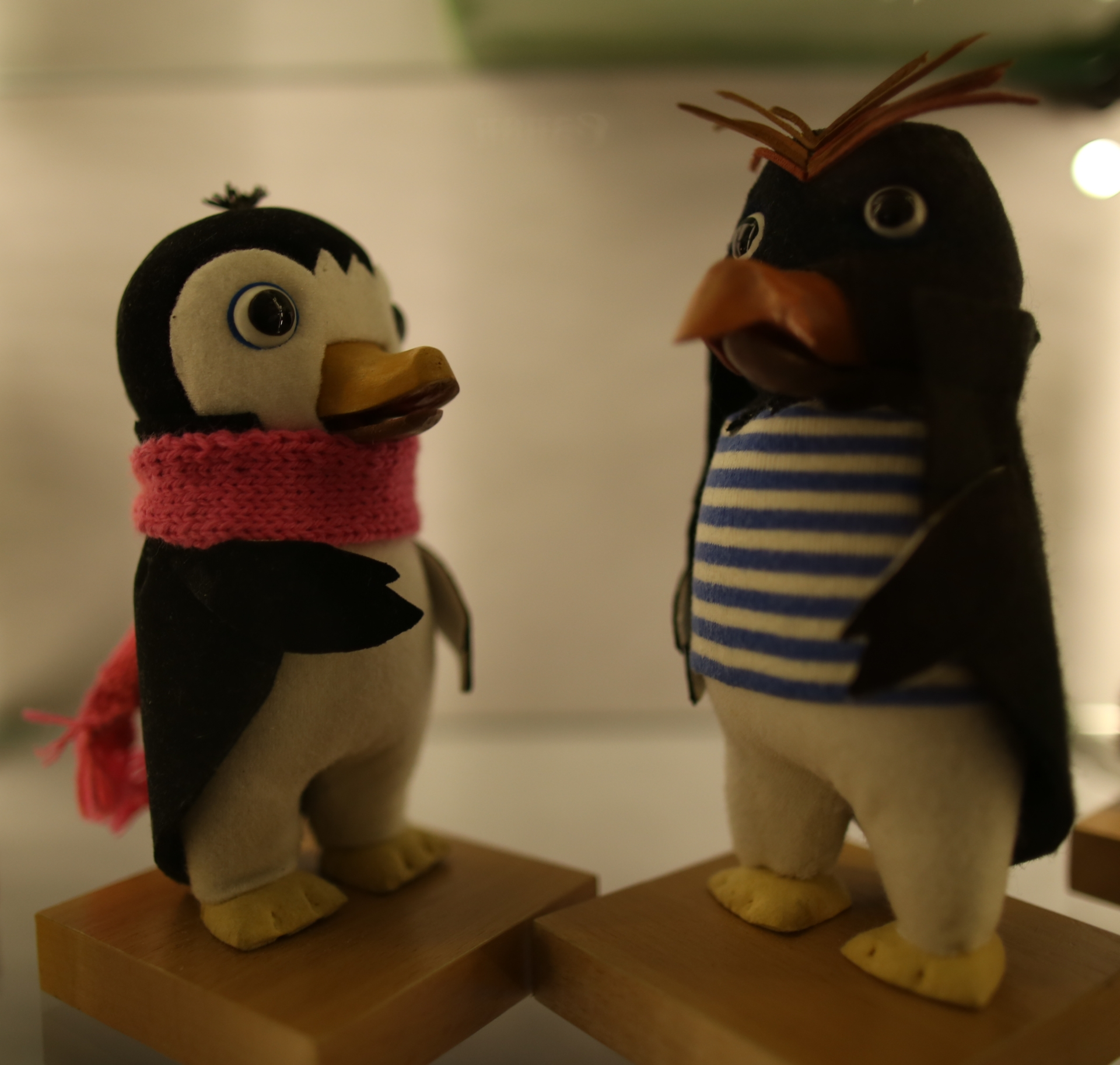
Пінгвін Пік-Пок із однойменного мультиплікаційного серіалу

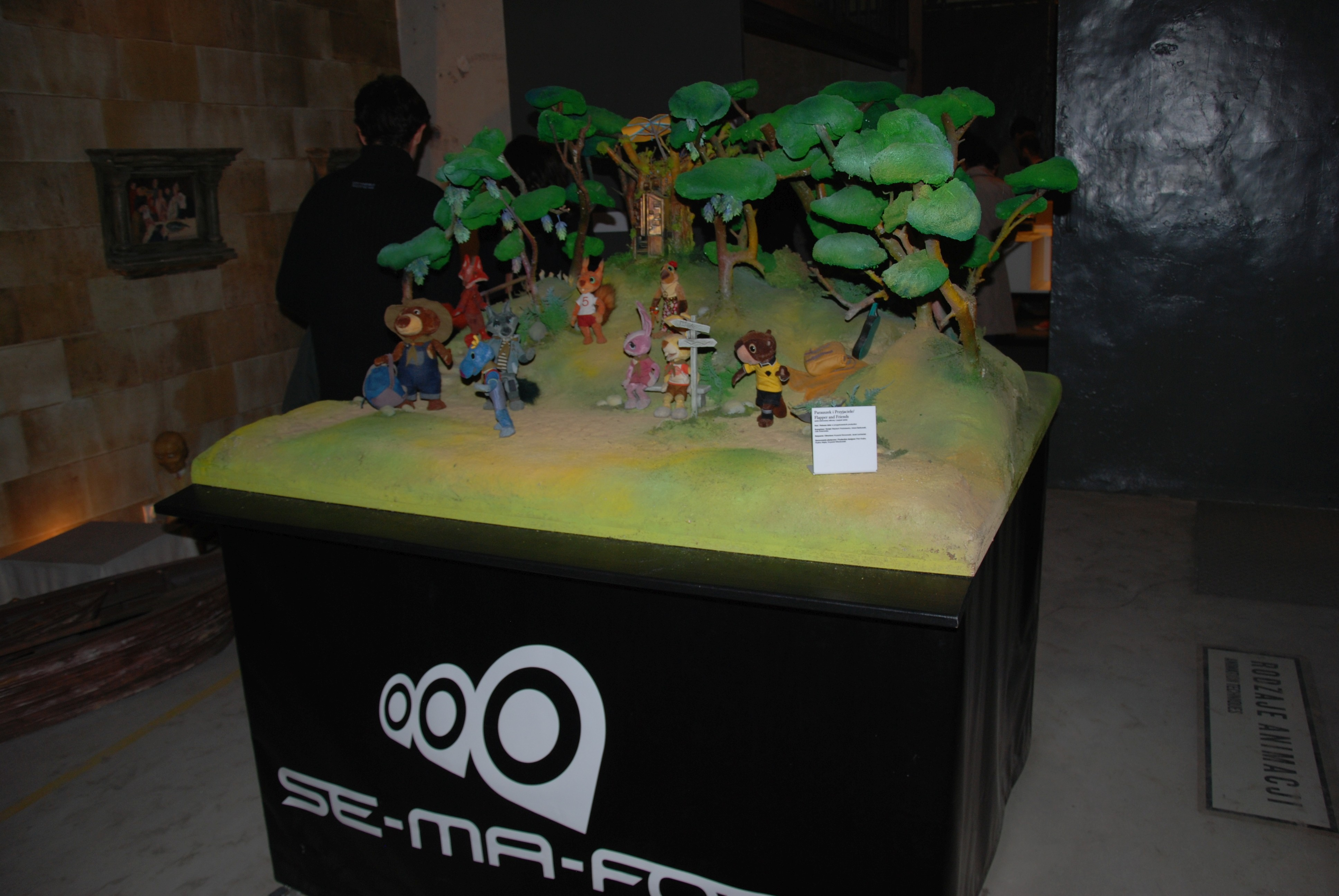
Експозиція Музею анімації Се-ма-фор. 2014

1946 року художник Зенон Василевський створив ляльковий анімаційний фільм «За часів короля Кракуса» (пол. Za króla Krakusa). Прем'єра фільму відбулася восени 1947, започаткувавши цим створення першої і єдиної на той час в Польщі Студії лялькових фільмів, на кіностудії «Film Polski». Протягом наступних років, у процесі розвитку студії, відбулася низка її реорганізацій.
1950 року на Лодзькій Студії художніх фільмів було створено два підрозділи — Відділ анімаційних фільмів та Відділ лялькових фільмів (на основі колишньої студії). У 1956 останній перетворився на самостійну організацію — Студію лялькових фільмів, що розташувалася у Тушині, поблизу Лодзі. 1961 року було проведено конкурс на нову назву для неї та здійснено чергову реорганізацію. Відтоді вона стала Студією малих форм фільмових «Се-ма-фор» (пол. Se-Ma-For, Studio Małych Form Filmowych).
Наступні два десятиліття були надзвичайно сприятливими для студії. Вона виконувала державні замовлення на виробництво анімаційних серіалів, брала участь у міжнародних проектах. Зокрема, у ці роки були створені такі відомі у Польщі серіали, як «Пригоди Ведмедика Коларгола», «Ведмедик Ушастик», «Три ведмедики», «Малий пінгвін Пік-Пок», «Зачарований олівець», «Пригоди кота Філемона», «Оповідання мумі-тролів» та інші.
У 80-х роках XX століття почався поступовий занепад студії — значно знизилася кількість державних замовлень, приміщення в Тушині потребувало капітального ремонту. 1986 року в Лодзі, поблизу офісу «Се-ма-фору», розпочалося будівництво нового знімального павільйону для студії. Через брак фінансів проект не вдалося реалізувати повністю. Студія мала численні борги і, аби спробувати виправити ситуацію, керівництво вирішило змінити її спеціалізацію. У 1990 відбулася чергова реорганізація та зміна назви — на «Кіностудію „Семафор“», що відтепер, крім анімаційних, мала також знімати повнометражні художні фільми, а також займатися кінодистрибуцією. Ця зміна не принесла бажаних позитивних наслідків і 4 жовтня 1999 року, рішенням Комітету Кінематографії, Державне підприємство «Кіностудію „Семафор“» було ліквідовано.
В листопаді 1999, під керівництвом польського продюсера Збігнєва Жмудзкі, було засновано приватне підприємство «Кіностудію „Се-ма-фор“», що мало продовжувати діяльність студії, тримаючись давніх традицій. Перші роки були досить успішними. У 2006 студія випустила анімаційний фільм «Петрик і вовк», що здобув низку міжнародних нагород і, зокрема, Премію «Оскар» за найкращий анімаційний короткометражний фільм. 2008 року було засновано Фільмофонд «Се-ма-фор» (пол. Fundacja Filmowa Se-ma-for), що реалізував освітні та культурні проекти, з метою популяризації анімації й кіномистецтва, зокрема серед дітей і молоді. Також цей фонд забезпечував функціонування Музею анімації «Се-ма-фор» в Лодзі.
У 2013 студія випустила анімаційний серіал «Параушек і друзі», що здобув низку нагород і популярність в Польщі. Втім, на його виробництво «Се-ма-фор» взяв грошову позику, яку не зміг повернути і в 2016 році 51 % компанії перейшов у власність британської кіностудії «Small Screen». Музей анімації неодноразово змінював своє місце розташування і, зрештою, у 2018 році, через несплату накопичених боргів, його було зачинено, а справу передано до прокуратури. Того ж року припинила свою діяльність і анамаційна студія «Се-ма-фор».

## Вшанування пам'яті
У 2009 році в Лодзі було розпочато створення сімейного туристичного маршруту «Лодзь казкова» (пол. Łódź Bajkowa), за мотивами фільмів «Се-ма-фору» — в центрі міста встановлюються бронзові скульптури героїв мультфільмів, випущених студією. Заплановано встановлення 17 таких скульптур, станом на 2021 рік їх було десять.

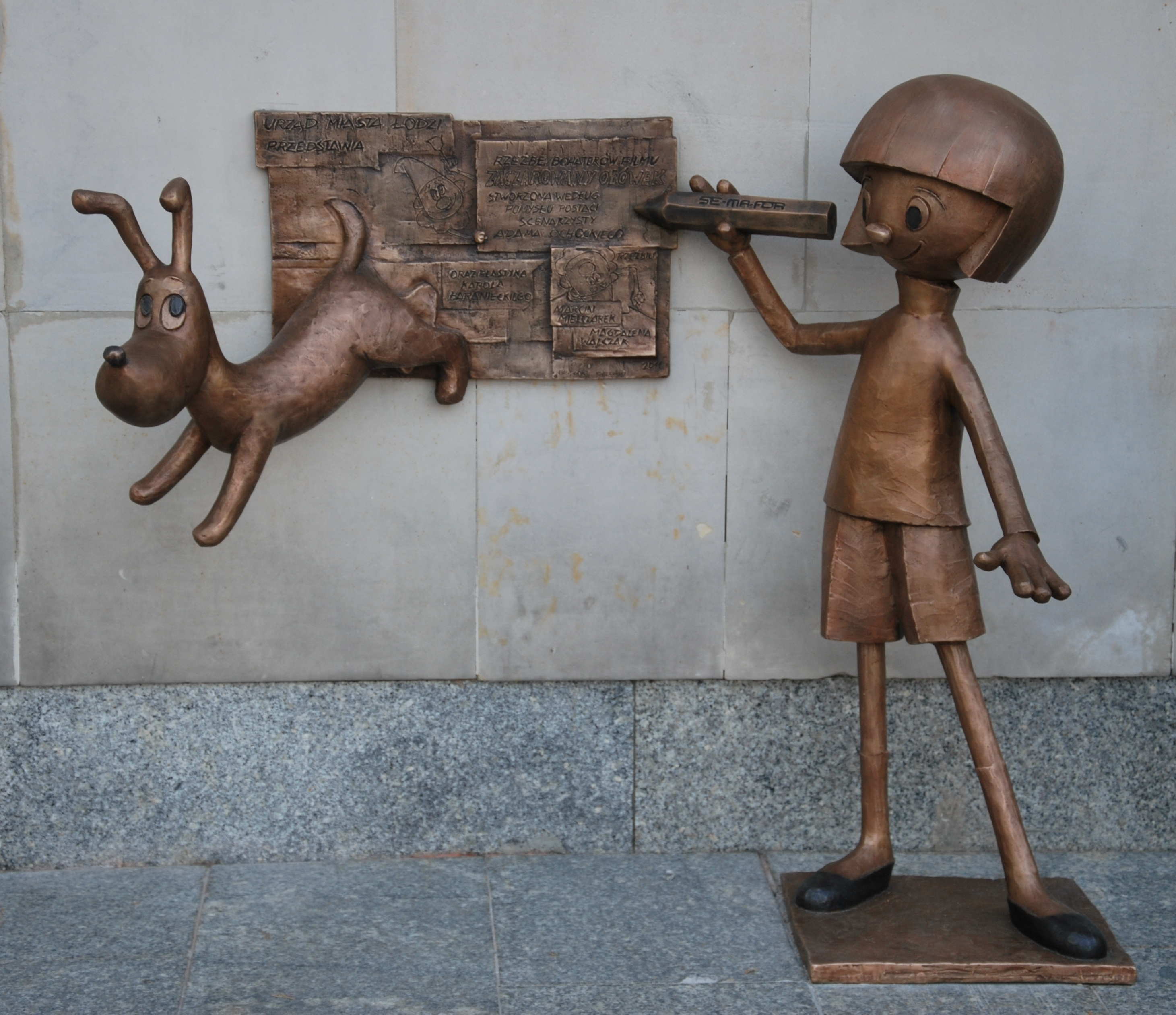
Зачарований олівець
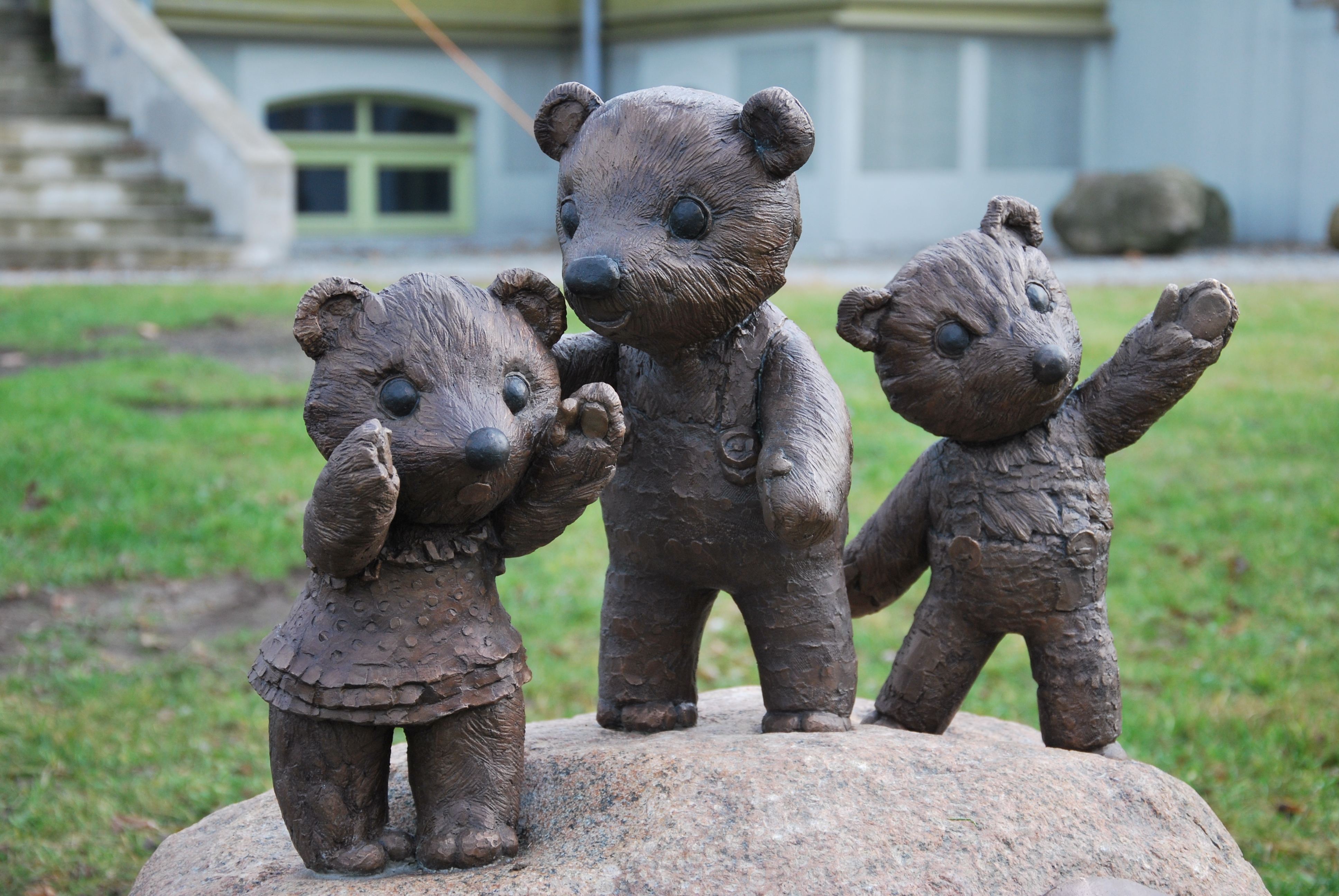
Три ведмедики
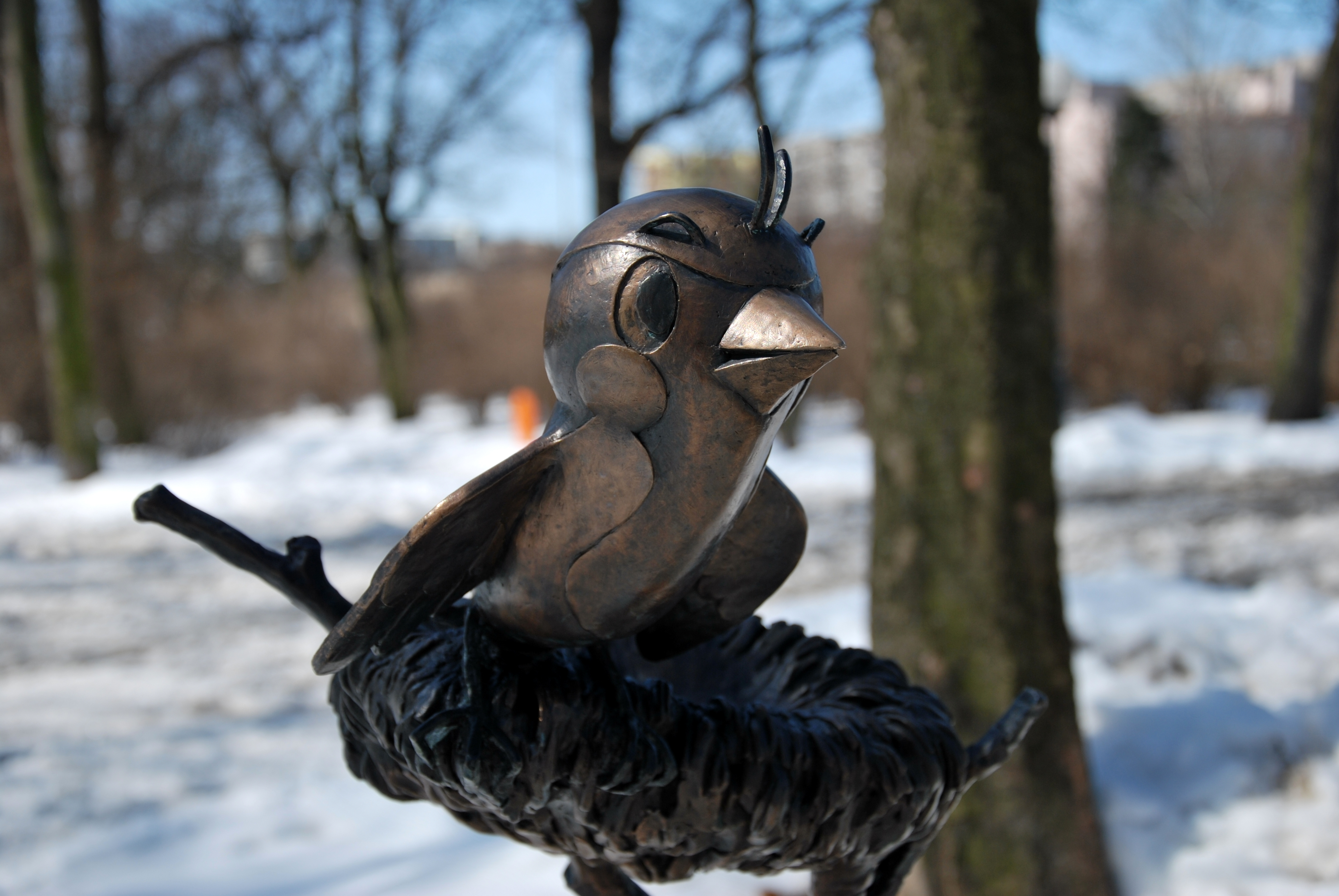
Горобчик Спарроу
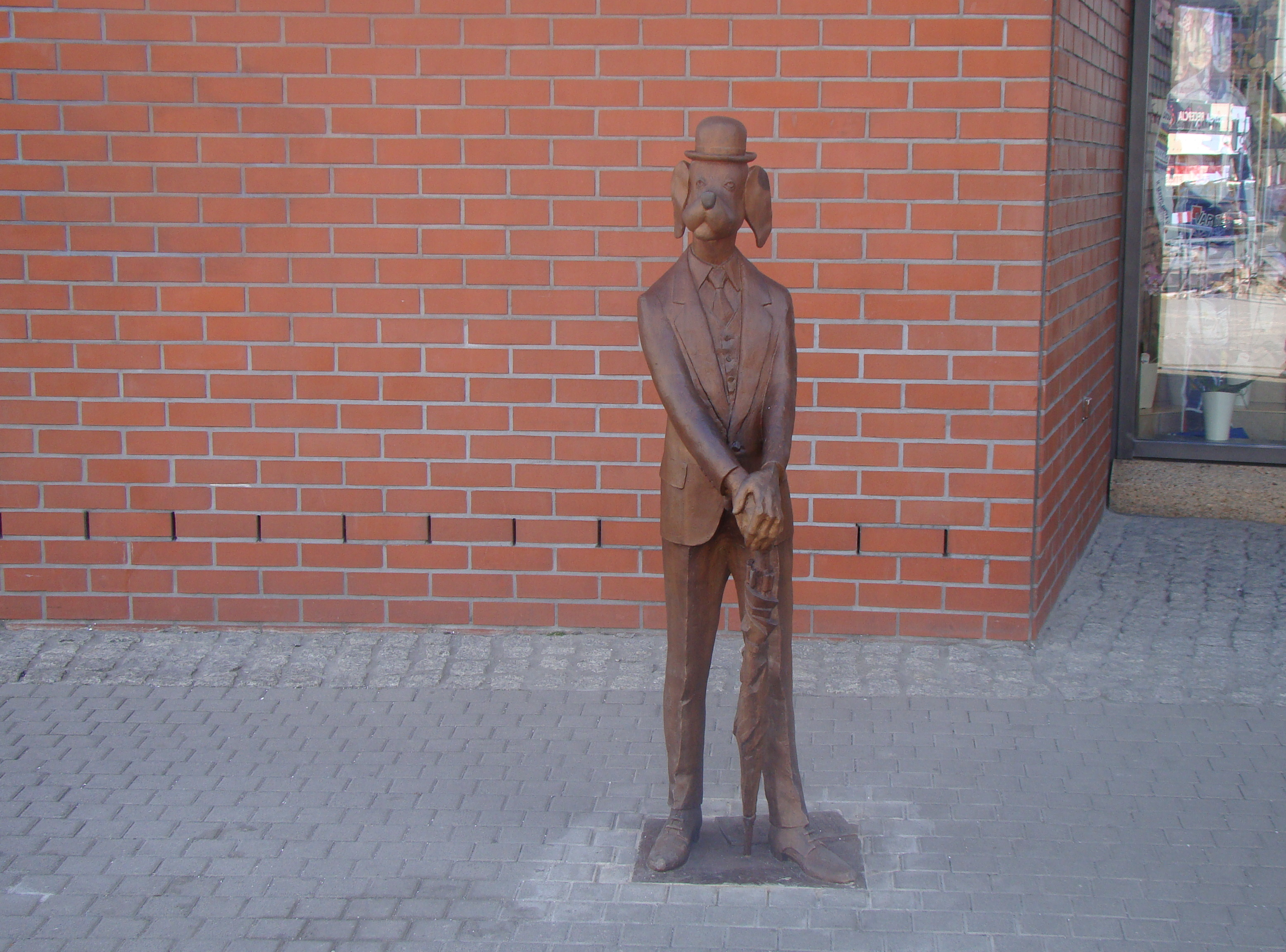
Фердинанд Чудовий
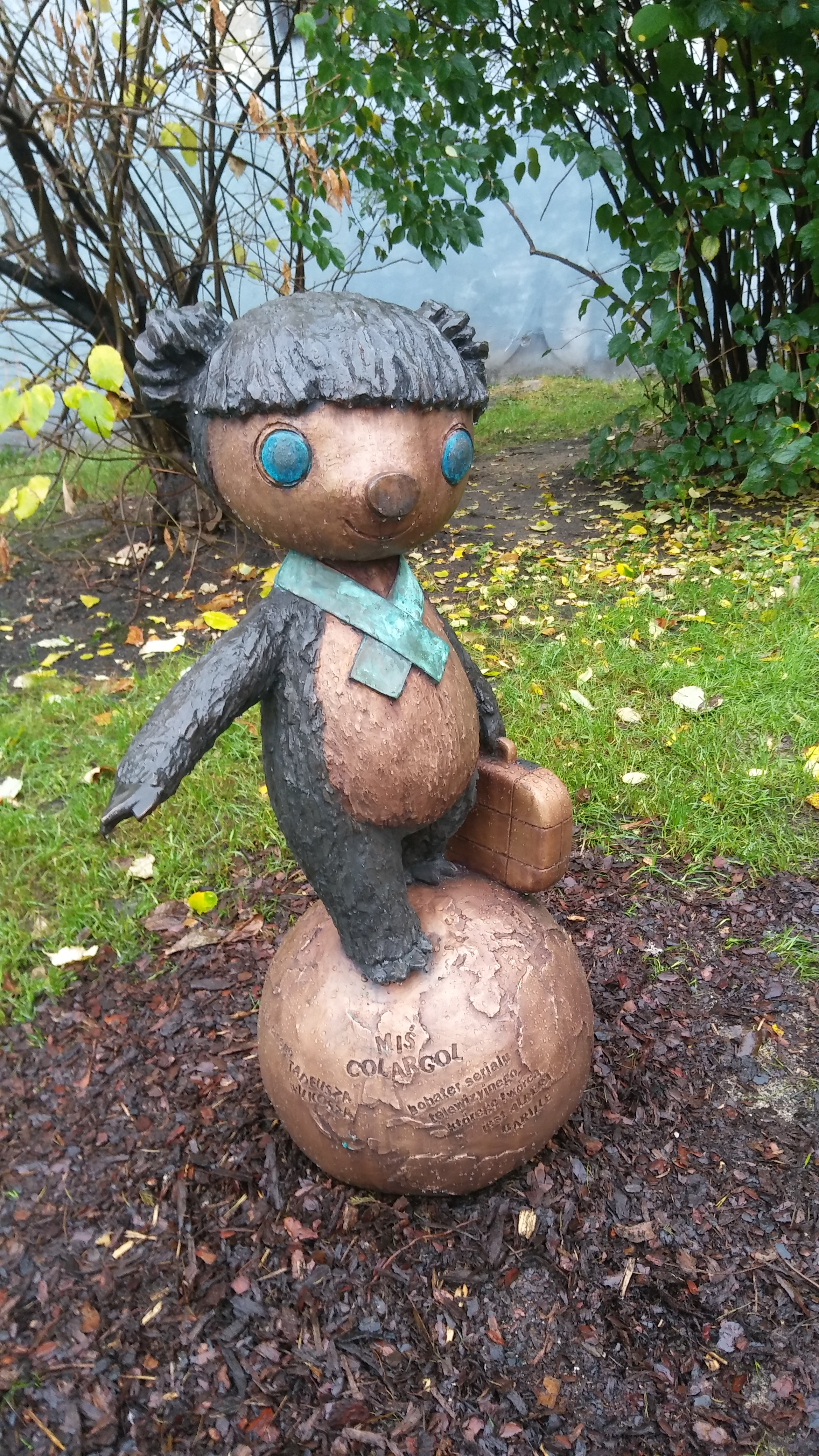
Ведмедик Коларгол
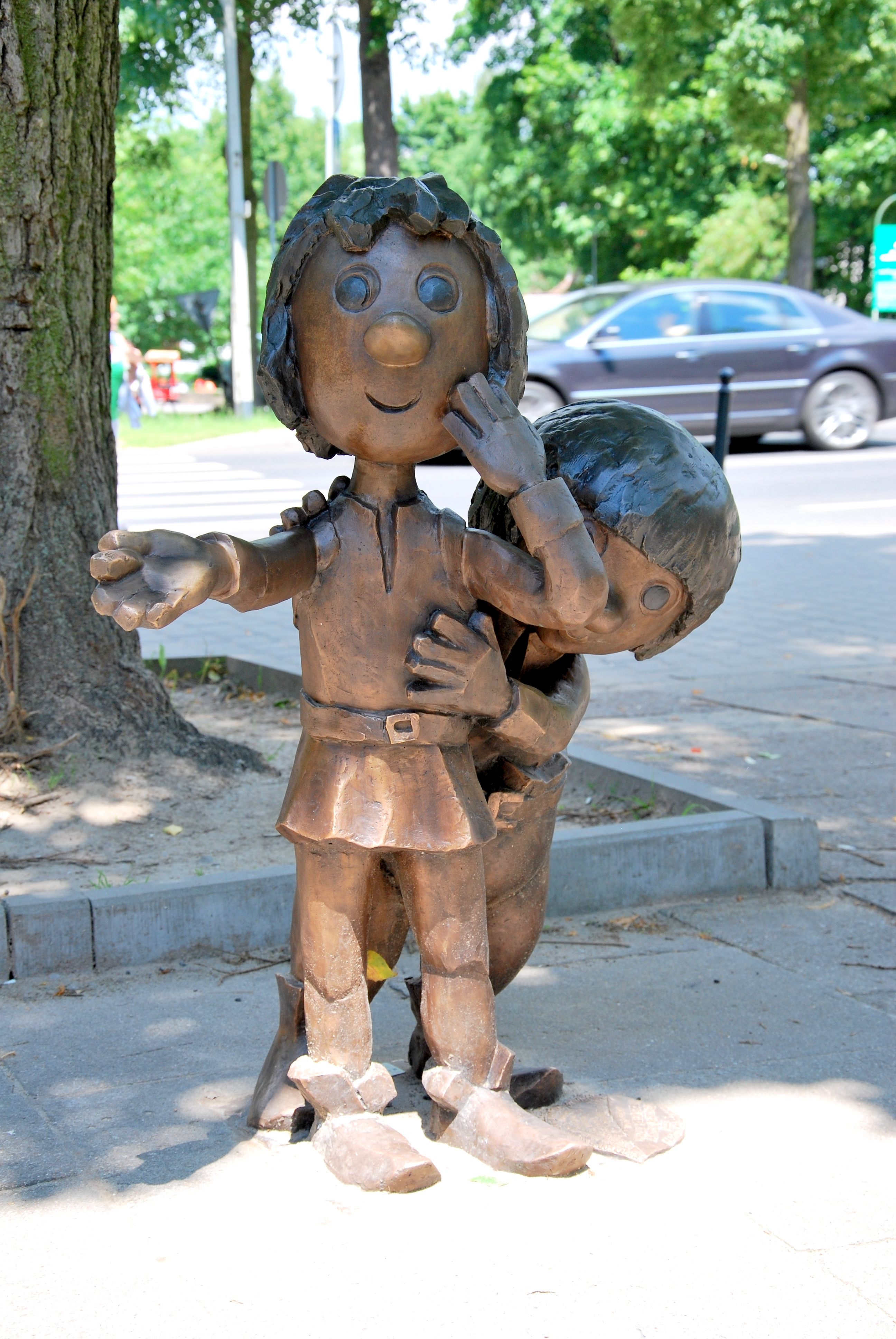
Мауріцій і Хавранек
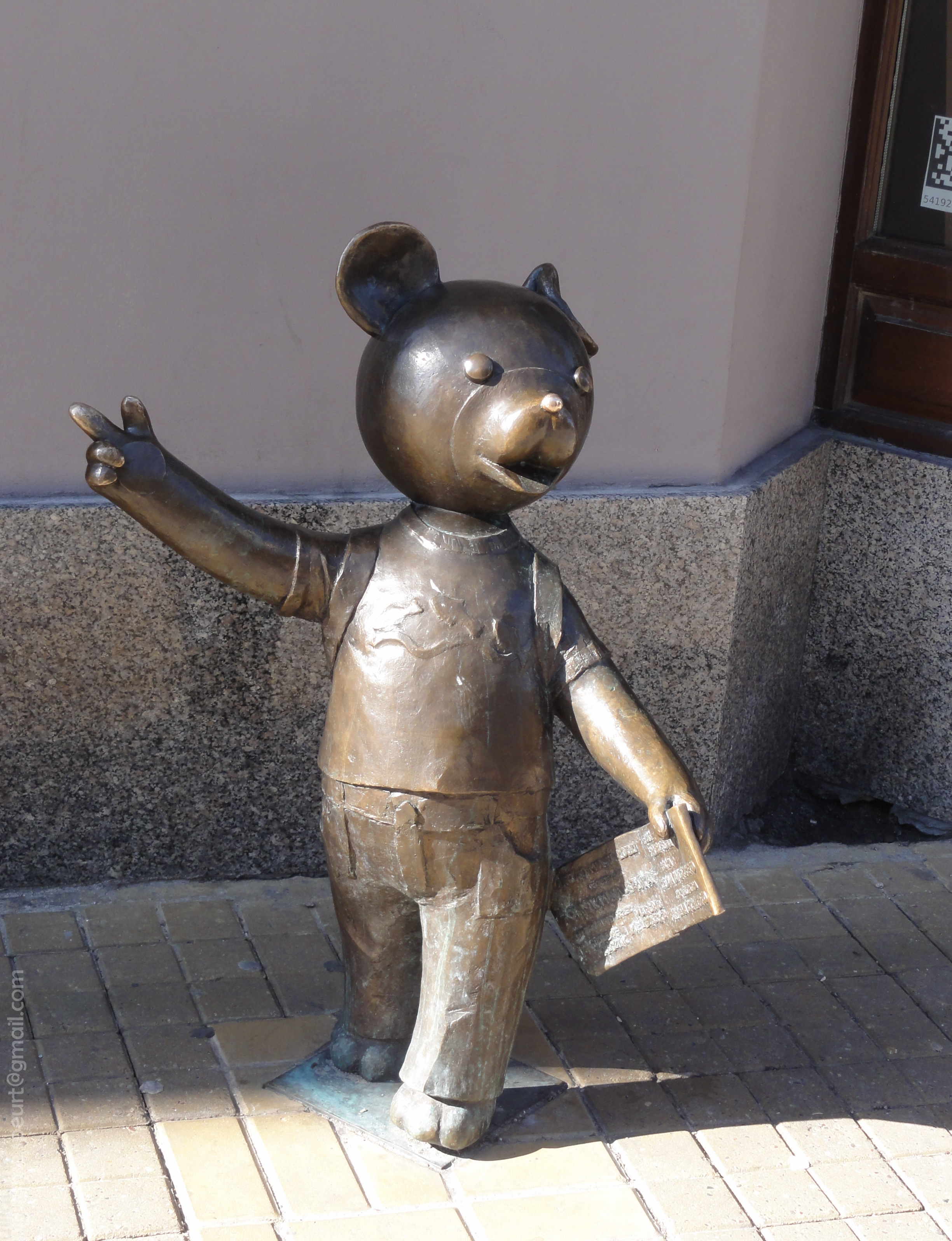
Ведмедик Ушастик
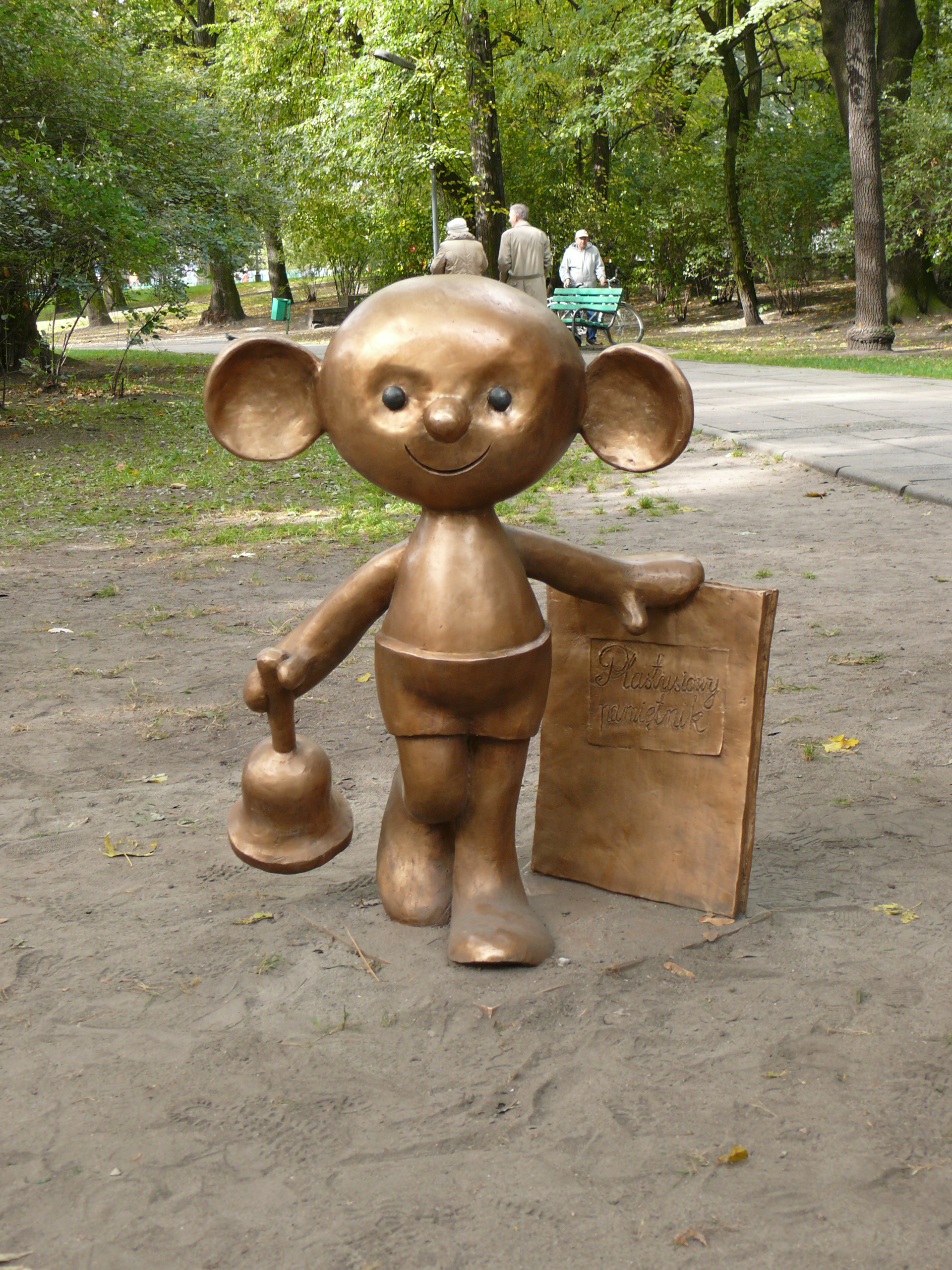
Пластусь
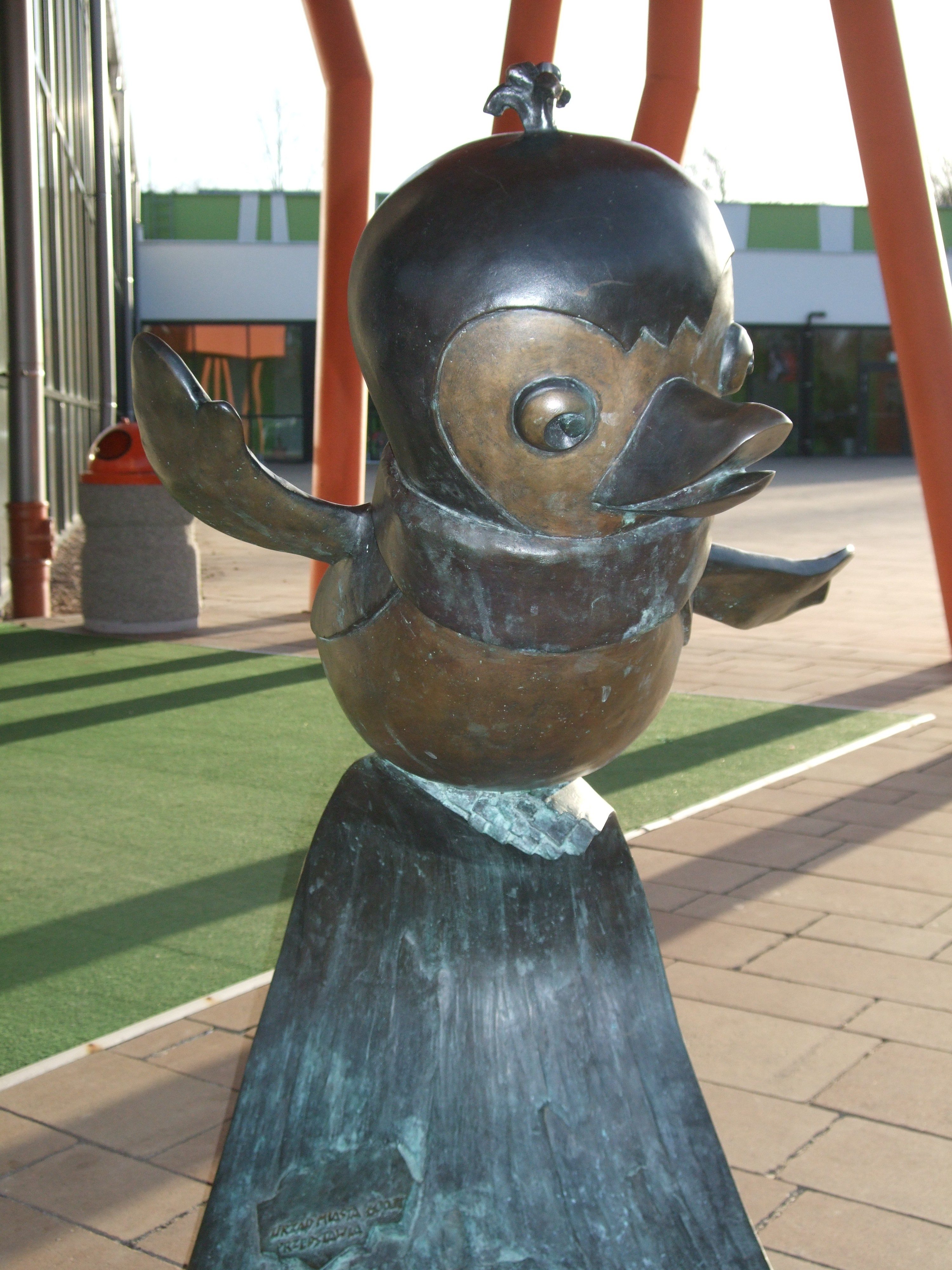
Пінгвін Пік-Пок
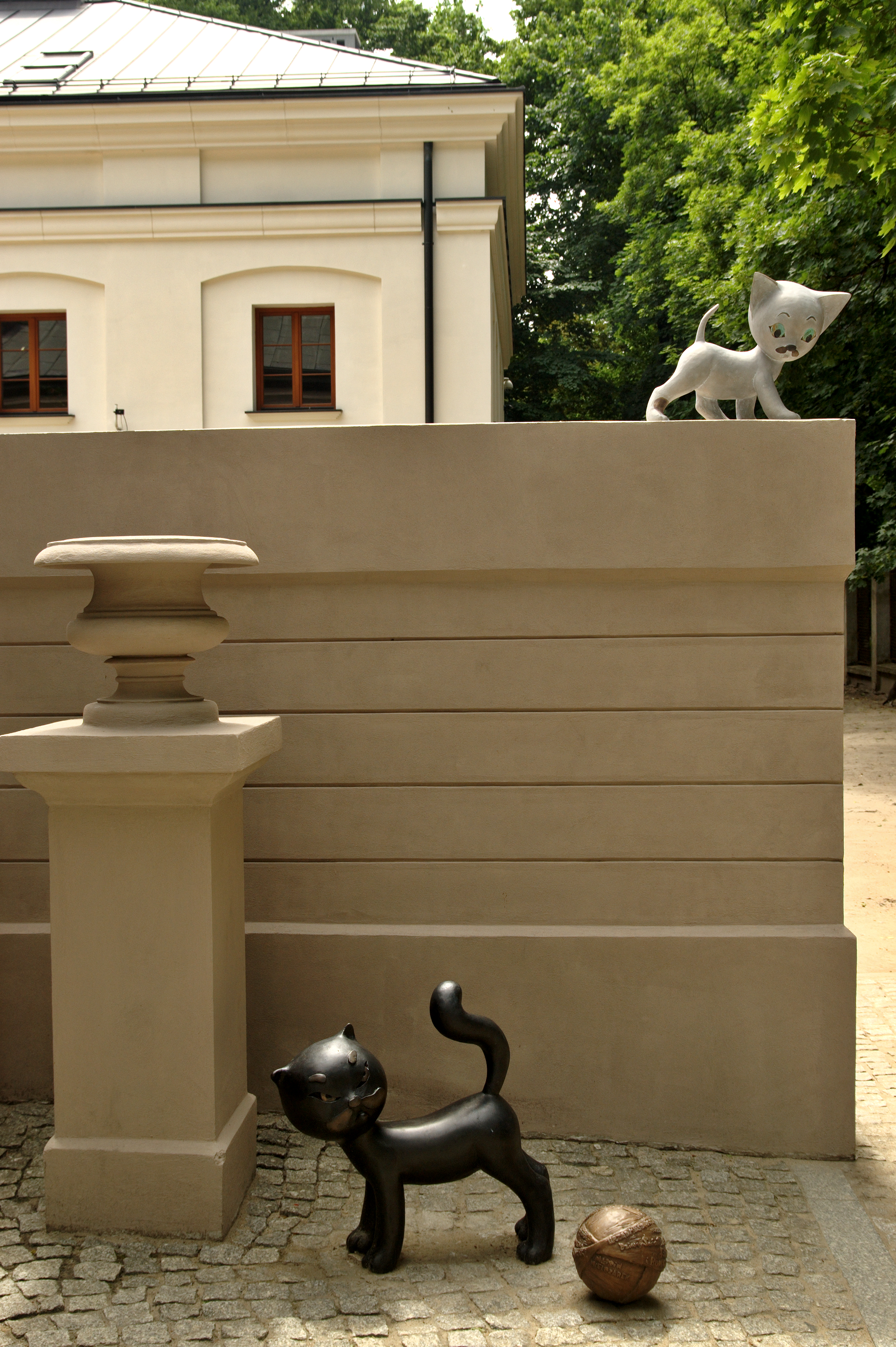
Кіт Філемон і Боніфацій

## Колектив
На кіностудії «Се-ма-фор», у різний час, працювало багато видатних і відомих митців. Серед них, зокрема, Зенон Василевський, Єжи Котовскі, Едвард Стурліс, Тадеуш Вілкош, Лідія Горніцка, Марек Скробецкі, Луціан Дембінські, Збігнєв Котецкі, Збігнєв Рибчинський, Януш Галевіч, Єжи Копчинські.

## Фільми
Студією «Се-ма-фор» випущено понад 1400 анімаційних фільмів, з них 800 лялькових. Найвідоміші фільми кіностудії:
- 1947 — За часів короля Кракуса (пол. Za króla Krakusa)
- 1964—1977 — Зачарований олівець[pl] (серіал, 39 серій)
- 1968—1974 — Пригоди Ведмедика Коларгола[pl] (серіал, 53 серії)
- 1972—1974 — Дивний світ кота Філемона (пол. Dziwny świat kota Filemona, серіал, 13 серій)
- 1975—1977 — Фердинанд Чудовий (пол. Ferdynand Wspaniały, серіал, 7 серій)
- 1975—1987 — Ведмедик Ушастик[pl] (серіал, 104 серії)
- 1977—1981 — Пригоди кота Філемона[pl] (серіал, 26 серій)
- 1977—1982 — Оповідання мумі-тролів[pl] (серіал, 78 серій)
- 1980 — Танго
- 1982—1986, 2000—2003 — Три ведмедики[pl] (серіал, 26 серій)
- 1983—1989 — Пригод кілька горобчика Спарроу (пол. Przygód kilka wróbla Ćwirka, серіал, 39 серій)
- 1983 — Щасливі дні мумі-тролів (пол. Szczęśliwe dni Muminków)
- 1986 — Зима в долині мумі-тролів (пол. Zima w dolinie Muminków)
- 1986—1990 — Мауріцій і Хавранек (пол. Maurycy i Hawranek, серіал, 13 серій)
- 1989—1992 — Малий пінгвін Пік-Пок[pl] (серіал, 26 серій)
- 2006 — Петрик і вовк[pl]
- 2008 — Літо мумі-тролів (пол. Lato Muminków)
- 2010 — Мумі-тролі у погоні за кометою[pl]
- 2013 — Параушек і друзі[pl] (серіал, 26 серій)

## Нагороди
Фільми студії здобули близько 300 міжнародних нагород і відзнак, зокрема, і дві Премії «Оскар» за найкращий анімаційний короткометражний фільм.
| Рік  | Нагорода       | Категорія                                    | Назва фільму  | Результат |
| ---- | -------------- | -------------------------------------------- | ------------- | --------- |
| 1981 | Гран-прі АСІФА | Короткометражний фільм                       | Танго         | Перемога  |
| 1982 | Премія «Оскар» | Найкращий анімаційний короткометражний фільм | Танго         | Перемога  |
| 2006 | Премія BAFTA   | Найкращий анімаційний фільм                  | Петрик і вовк | Номінація |
| 2007 | Премія «Оскар» | Найкращий анімаційний короткометражний фільм | Петрик і вовк | Перемога  |